# Gonzalo Pineda
Gonzalo Pineda Reyes (ur. 19 października 1982 w mieście Meksyk) – meksykański piłkarz, występujący najczęściej na pozycji środkowego pomocnika, trener.

## Kariera klubowa
Pineda jest wychowankiem stołecznego klubu Pumas UNAM. W jego barwach zadebiutował w przegranym 0:1 meczu z Monarcas Morelia i był to jego jedyny mecz w sezonie 2002/2003. W kolejnym był już podstawowym zawodnikiem UNAM. Największe sukcesy z Pumas osiągnął w 2004 roku, gdy najpierw triumfował w turnieju Clausura (sezon 2003/2004), a następnie w Apertura (2004/2005). W UNAM występował jeszcze w fazie Apertura w 2005 roku. Łącznie przez 3,5 roku Pineda wystąpił w barwach tego klubu w 63 ligowych meczach i zdobył 1 gola.
Na początku 2006 roku Pineda przeszedł do C.D. Guadalajara, w którym grał w wyjściowej jedenastce, a w decydującej fazie rozgrywek klub ten odpadł po półfinałowym dwumeczu z C.F. Pachuca. W fazie Apertura 2006, którą Chivas wygrało, Pineda stracił jednak miejsce w składzie na rzecz Juana Pablo Rodrígueza i był bliski odejścia z klubu, ale już w Clausura 2007 z powrotem zaczął grać w wyjściowej jedenastce i pomógł awansować do Pucharu Mistrzów CONCACAF.
Sezon Bicentenario 2010 Pineda spędził na wypożyczeniu z drużynie San Luis. Pojawił się na boisku w większości spotkań, jednak nie osiągnął z zespołem Gladiadores większych sukcesów. W rozgrywkach 2010/2011 ponownie przebywał na wypożyczeniu, tym razem w Cruz Azul, gdzie wywalczył wicemistrzostwo ligi w sezonie Apertura. Latem 2011 został wypożyczony do Puebli.
| Sezon   | Klub                | Kraj              | Rozgrywki         | Mecze | Bramki |
| ------- | ------------------- | ----------------- | ----------------- | ----- | ------ |
| 2002/03 | Pumas UNAM          | Meksyk            | Liga MX           | 1     | 0      |
| 2003/04 | Pumas UNAM          | Meksyk            | Liga MX           | 19    | 0      |
| 2004/05 | Pumas UNAM          | Meksyk            | Liga MX           | 29    | 0      |
| 2005/06 | Pumas UNAM          | Meksyk            | Liga MX           | 14    | 1      |
| 2005/06 | Chivas Guadalajara  | Meksyk            | Liga MX           | 12    | 2      |
| 2006/07 | Chivas Guadalajara  | Meksyk            | Liga MX           | 42    | 0      |
| 2007/08 | Chivas Guadalajara  | Meksyk            | Liga MX           | 31    | 1      |
| 2008/09 | Chivas Guadalajara  | Meksyk            | Liga MX           | 27    | 2      |
| 2009/10 | Chivas Guadalajara  | Meksyk            | Liga MX           | 16    | 0      |
| 2009/10 | San Luis FC         | Meksyk            | Liga MX           | 14    | 1      |
| 2010/11 | Cruz Azul           | Meksyk            | Liga MX           | 35    | 1      |
| 2011/12 | Puebla FC           | Meksyk            | Liga MX           | 31    | 1      |
| 2012/13 | Querétaro FC        | Meksyk            | Liga MX           | 27    | 2      |
| 2014    | Seattle Sounders FC | Stany Zjednoczone | MLS               | 31    | 3      |
| 2015    | Seattle Sounders FC | Stany Zjednoczone | MLS               | 28    | 1      |
|         |                     |                   | Łącznie w Liga MX | 298   | 11     |
|         |                     |                   | Łącznie w MLS     | 59    | 4      |

## Kariera reprezentacyjna
W 2004 roku Pineda był członkiem olimpijskiej reprezentacji Meksyku na Igrzyska Olimpijskie w Atenach. Z rodakami zajął 3. miejsce w grupie za Mali i Koreą Południową.
W pierwszej reprezentacji Gonzalo zadebiutował 8 września 2004 w wygranym 3:1 spotkaniu z Trynidadem i Tobago, rozegranym w ramach eliminacji do Mistrzostw Świata w Niemczech. Rok później zajął z Meksykiem 4. miejsce w Pucharze Konfederacji. W maju 2006 został powołany przez selekcjonera Ricardo Lavolpe na ten turniej. Tam był podstawowym zawodnikiem drużyny i najpierw wystąpił w 3 meczach grupowych (wygranym 3:1 z Iranem, zremisowanym 0:0 z Angolą oraz przegranym 1:2 z Portugalią), a następnie w przegranym 1:2 po dogrywce spotkaniu 1/8 finału z Argentyną.